# Yesterday Man (Album)
Yesterday Man ist das dritte und erfolgreichste Album der schwedischen Synthie-Pop-Band Elegant Machinery. Es wurde wie die Vorgänger auf dem schwedischen Elektroniklabel Energy Rekords veröffentlicht.
Die Lieder wurden während des Frühlings 1996 in den Studios Energy, Oscar und dem Nordic Sound Lab in Skara unter der Leitung des Produzenten Anders Eliasson aufgenommen und gemischt. Als Hauptsänger fungierte Robert Enforsen, für die Backing Vocals und die Keyboards waren Richard Johansson und Johan Malmgren verantwortlich. Zusätzliche Synthesizer wurden von Anders Eliasson programmiert. Das Mastering übernahm Peter in de Betou von Cuttingroom Stockholm.
Das Cover wurde vom Designerteam Hartle/Duro gestaltet. Es zeigt ein Foto im 50er-Stil von Stellan Stebe, auf dem eine Frau und ein Mann auf einer Decke am Strand liegen. Die Frau telefoniert mit einem der ersten Mobiltelefone, während der Mann sie lächelnd anschaut.

## Titelliste
1. Intro – 0:27
2. Save Me – 4:13
3. Say Goodbye – 3:21
4. Blind Man Dreams – 3:06
5. Myself With You – 3:09
6. Feel The Violence – 5:11
7. Fading Away – 3:43
8. A Matter Of Sense – 3:45
9. Entwined – 3:58
10. Pantomime – 3:19
11. Love To Cry – 3:44
12. Like Leaves – 3:31
13. In Your Mind – 3:32

## Single-Auskopplungen
- Myself with you (1996)
- Fading away (1998)

## Verwendete Instrumente
- Akai: X7000
- ARP: Model 2600, Pro Dgx
- E-MU: E 64, Emax II
- Groove Electronics: M2CV
- KORG: KR 55
- Kurzweil: K 2000
- Linn: LM 1
- Moog: The Rouge
- Music Aid: Clap Trap
- Oberheim: Xpander
- Roland: JV-1080, JX-3P, Juno-106, Jupiter 8, R-8M, SH-2, System 100M
- Studio Electronics: Midimoog
- Waldorf: Microwave, Pulse

## Rezensionen
„Mit ‚Save Me‘ kommt als erstes einer der besten Songs auf der neuen CD. Ein genialer Chorus, der wohl jeden auf die Tanzflächen treiben wird.“

„Dieses Album ist ein Muss für Liebhaber von Synth Pop oder jemanden, der einfach gute Musik liebt.“

„Die Fähigkeit grossartige Popsongs zu schreiben ist das Tüpfelchen auf dem I, welches bei EM in hohem Masse vorhanden ist. Jedes Lied besitzt einen Refrain, der einem für Tage im Ohr hängenbleibt. Ein sehr gutes Album.“